# Arroscia
L'Arroscia è un grosso torrente della Liguria, lungo circa 36 km, che scorre nelle province di Imperia e Savona. Un tempo veniva anche chiamato Arrosia.

## Percorso

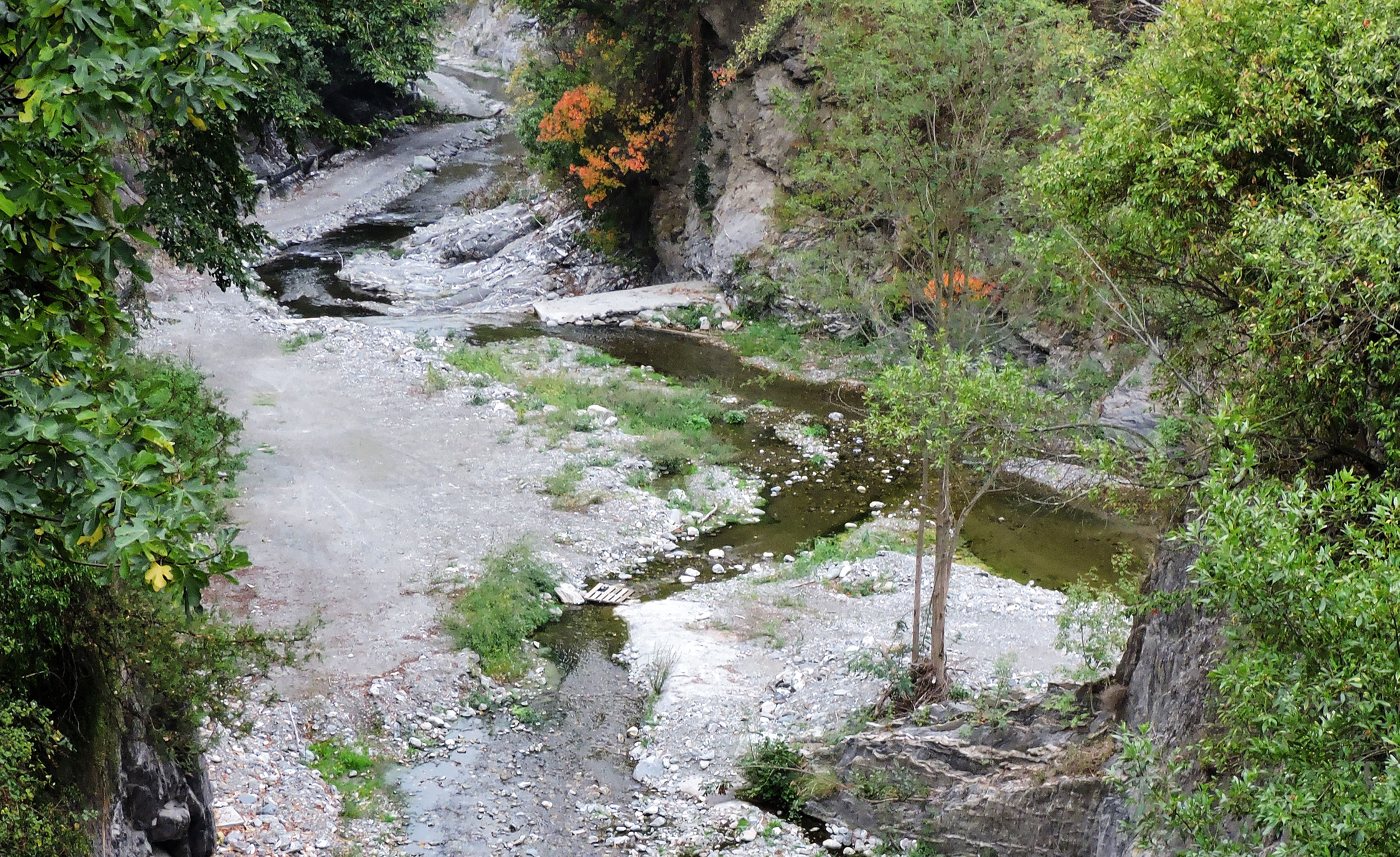
Confluenza dell'Arogna a Pieve di Teco

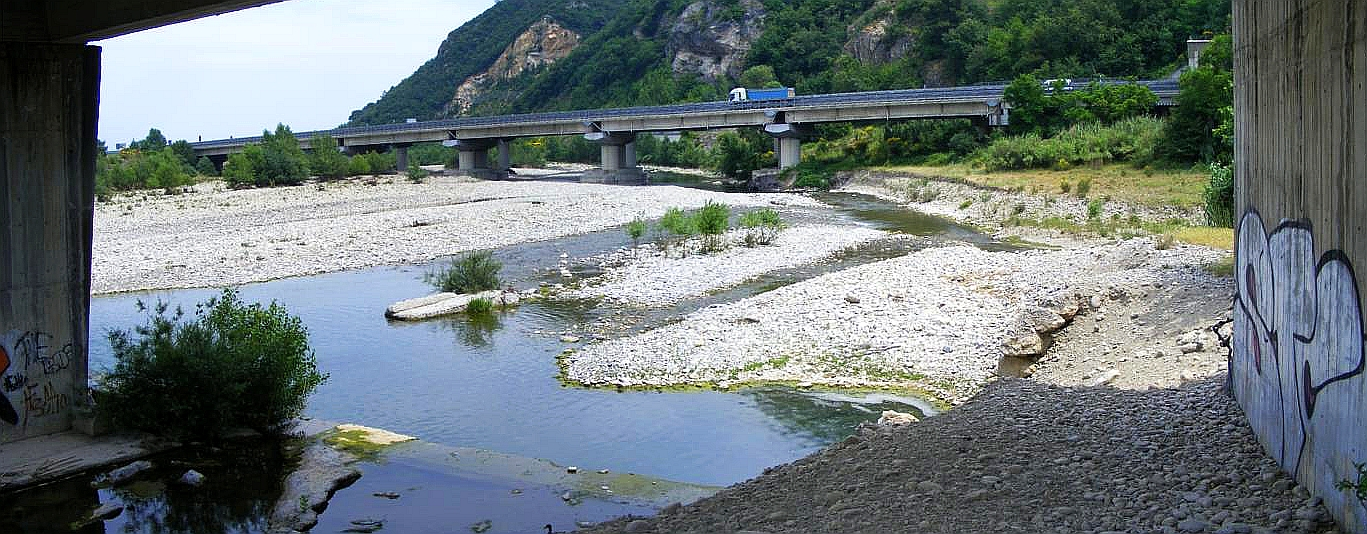
La confluenza del Lerrone e, sullo sfondo, l'Autostrada dei Fiori

Nasce sulle Alpi Liguri in provincia di Imperia dalle pendici orientali del Monte Frontè, rilievo che costituisce il punto più alto di tutta l'omonima vallata a oltre 2.000 metri di quota. Scorrendo assai impetuoso e incassato formando poi una cascata nei pressi di Mendatica.
Una volta giunto presso il centro di Pieve di Teco riceve da sinistra il torrente Arrogna e da destra il torrente Giara di Rezzo, placando il proprio impeto.
Da qui allarga la propria valle bagnando i centri di Vessalico, Borghetto d'Arroscia e Ranzo entrando poi in provincia di Savona.
In corrispondenza del comune di Villanova d'Albenga, entra in pianura incrementando la sua portata grazie all'apporto da destra del torrente Lerrone.
Da qui si allarga in un ampio greto ciottoloso andando poi a confluire, vicino alla città di Albenga, con il torrente Neva per formare il fiume Centa.

## Affluenti

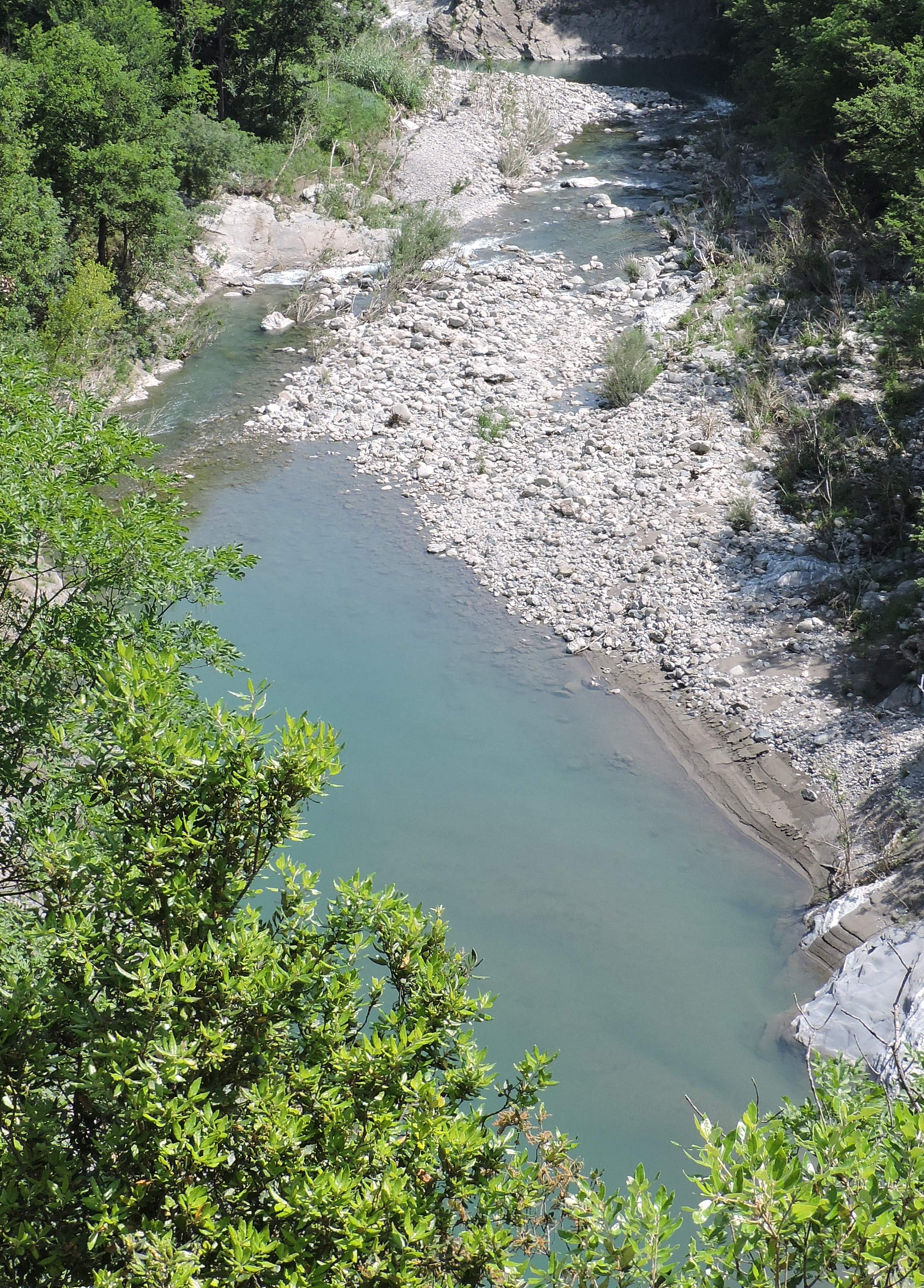
L'Arroscia nei pressi di Ranzo

- Destra idrografica:
  - rio Ponte,
  - rio Ravinasso,
  - rio Rocchino,
  - torrente Giara di Rezzo,
  - rio Bottasso,
  - rio Ubaga.
  - torrente Lerrone.
- Sinistra idrografica:
  - rio Gropin,
  - dei Laghi,
  - rio Brignola,
  - rio Teglia,
  - torrente Arogna,
  - rio Varasce,
  - rio Cornareo.
  - rio Parone,
  - rio Merco.

## Regime
Come il Centa (praticamente si tratta del corso superiore di quest'ultimo) è soggetto a piene violentissime in caso di forti precipitazioni (anche di 2.000 m³/s) soprattutto in autunno. D'estate invece nel basso corso può rimanere in secca anche per mesi.